# 东约特兰
东约特兰（瑞典語：Östergötland）是瑞典的一个旧省。位于瑞典三大地区中最南边的“约塔兰地区”的东北部，东临波罗的海，南与斯莫兰相邻，西部与西约特兰交界，西北、东北方向则分别与內爾徹和南曼兰省为邻。

## 概况

### 地理概况
全境大部分处于东约特兰平原上，相对较为平坦，加之該省的地表水系比较发达，北部和西部有较大湖泊，其间又广布河流和运河，十分有利于开展农业生产。省区南部则有部分地区属于“南瑞典高地”，地势较高。全境内森林覆盖率较高，除农业和城市用地以外，大都属于林地。省区东部布罗湾一带的海域中岛礁密布，形成星罗棋布的小群岛。
约塔运河在本省内流过。该运河是沟通瑞典南部地区东西两岸的重要水道。
- 本省最高山峰：斯滕纳博峰（Stenabohöjden），海拔327米
- 本省最大的湖：韦滕湖（Vättern），瑞典的第二大湖泊。

## 重要城镇
- 林雪平（Linköping）。本省第一大城市，1287年建城。
- 北雪平（Norrköping），本省第二大城市，第一大港口，1384年建城。
- 穆塔拉（Motala），曾为瑞典最早的工业基地之一，1881年建城。
- 米约尔比（Mjölby），1922年建城。
- 南雪平（Söderköping），约在公元13世纪建城。
- 芬斯蓬（Finspång），公元20世纪建城。